# Writ of trespass
Il writ of trespass è il writ su cui operavano principalmente le corti inglesi medievali per ampliare la propria competenza.
Nel processo era utilizzato il trial by jury (il giudizio della giuria) e le possibili conseguenze erano, tra le altre, l'imprigionamento del convenuto e il risarcimento del danno.
Esso veniva concesso inizialmente a chi avesse subito un abuso (in inglese trespass), una violenta e illecita invasione della sfera giuridica personale o patrimoniale.
I giudici inglesi iniziano a offrire tutela per i danni causati da responsabilità colposa o indiretta, per giungere infine alla tutela contrattuale, di cui si avvertiva l'esigenza particolarmente quando la moltiplicazione dei writ era in crisi.
Tra il XII e il XIII secolo, il writ of trespass era rilasciato dalla Cancelleria, su richiesta dell'interessato, nell'ipotesi di una transgressio che presupponesse un atto materiale di forza e dunque una violazione dell'ordine pubblico e della pace del Regno d'Inghilterra.
Si intendeva che i trespass potessero essere messi in atto:
- contro la persona (to person)
- contro i beni mobili (to goods)
- contro la proprietà terriera (to lands)